# سیارک ۱۹۳۵۳
سیارک ۱۹۳۵۳ (به انگلیسی: 19353 Pierrethierry، نامگذاری:1997EQ30) نوزده هزار و سیصد و پنجاه و سومین سیارک کشف شده‌است که در ۱۰ مارس ۱۹۹۷ کشف شد.
قدر مطلق سیارک برابر ۱۹.۵ است.